# Penthus
Penthus is een geslacht van kevers uit de familie van de loopkevers (Carabidae). De wetenschappelijke naam van het geslacht is voor het eerst geldig gepubliceerd in 1843 door Chaudoir.

## Soorten
Het geslacht Penthus is monotypisch en omvat slechts de volgende soort:
- Penthus tenebrioides (Waltl, 1838)